# Occhi nuovi
Occhi nuovi è un singolo del cantautore italiano Gigi D'Alessio, pubblicato il 18 aprile 2014.
Il brano è tratto dall'album omonimo, uscito il 19 novembre 2013.